# برايان لويد
برايان لويد (بالإنجليزية: Brian Lloyd)‏ (18 مارس 1948 المملكة المتحدة - ) هو لاعب كرة قدم بريطاني يلعب كحارس مرمى.

## روابط خارجية
- برايان لويد على موقع قاعدة بيانات كرة القدم.إي يو (الإنجليزية)
- برايان لويد على موقع ناشيونال فوتبول تيمز (الإنجليزية)